# Karan Brar
Karan Brar (Redmond, 18 januari 1999) is een Amerikaanse-Indiase acteur.

## Biografie
Brar werd geboren op 18 januari 1999 in Redmond, Washington, uit ouders van Indiase afkomst. Hij heeft een oudere zus genaamd Sabreena.
Brar ging naar de Cedar Wood Elementary School en studeerde acteren in de workshops van John Robert Powers en Patti Kalles.

## Filmografie

### Films
| Jaar | Titel                                | Rol                | Opmerkingen   |
| ---- | ------------------------------------ | ------------------ | ------------- |
| 2010 | Diary of a Wimpy Kid                 | Chirag Gupta       |               |
| 2011 | Diary of a Wimpy Kid: Rodrick Rules  | Chirag Gupta       |               |
| 2012 | Diary of a Wimpy Kid: Dog Days       | Chirag Gupta       |               |
| 2012 | Chilly Christmas                     | Caps               |               |
| 2014 | Mr. Peabody & Sherman                | Mason              | Stem rol      |
| 2015 | Invisible Sister                     | George             | Televisiefilm |
| 2018 | Pacific Rim Uprising                 | Cadet Suresh       |               |
| 2020 | Stargirl                             | Kevin              |               |
| 2020 | The F**k-It List                     | Nico Gomes         |               |
| 2020 | The Argument                         | Actor Brett        |               |
| 2020 | Hubie Halloween                      | Deli Mike Mundi    |               |
| 2023 | Batman: The Doom That Came to Gotham | Sanjay "Jay" Tawde | Stem rol      |

### Televisie
| Jaar      | Titel                                 | Rol           | Opmerkingen                                          |
| --------- | ------------------------------------- | ------------- | ---------------------------------------------------- |
| 2011–2015 | Jessie                                | Ravi Ross     | Hoofdrol                                             |
| 2012      | Pair of Kings                         | Tito          | Aflevering: "I Know What You Did Last Sunday"        |
| 2013      | Sofia het prinsesje (Sofia the First) | Prince Zandar | Stemrol, 4 afleveringen                              |
| 2013–2015 | Teens Wanna Know                      | Himself       | 3 afleveringen                                       |
| 2013–2014 | Pass the Plate                        | Himself       | 11 afleveringen                                      |
| 2014      | Lab Rats                              | Kal Zar       | Aflevering: "Alien Gladiators"                       |
| 2014      | Chasing LA                            | Zichzelf      | 1 aflevering                                         |
| 2014      | Storyline Online                      | Zichzelf      | 1 aflevering                                         |
| 2014      | Ultimate Spider-Man                   | Ravi Ross     | Stemrol, Aflevering: "Halloween Night at the Museum" |
| 2015–2018 | Bunk'd                                | Ravi Ross     | Hoofdrol                                             |
| 2016      | The Night Shift                       | Omed          | Aflevering: "The Thing With Feathers"                |
| 2018      | Youth & Consequences                  | Dipankar Gosh | Terugkerende rol                                     |
| 2018      | Champions                             | Arjun         | 1 aflevering                                         |
| 2019      | Schooled                              | Reza Alavi    | Aflevering: "There’s No Fighting in Fight Club"      |
| 2019      | Epic Night                            | Lillis        | 4 afleveringen                                       |
| 2019      | Cleopatra in Space                    | Gozi          | Stemrol                                              |
| 2020–2022 | Mira, Royal Detective                 | Prince Veer   | Stemrol, Hoofdrol                                    |
| 2023      | Family Guy                            | Chase         | Stemrol, Aflevering: "Vat Man and Rob 'Em"           |